# تپه اورقین
تپه اورقین مربوط به سده‌های اولیه، میانه و متاخر دوران‌های تاریخی پس از اسلام است و در شهرستان کبودرآهنگ، بخش مرکزی، دهستان راهب، جنوب روستای اورقین واقع شده و این اثر در تاریخ ۳۰ بهمن ۱۳۸۶ با شمارهٔ ثبت ۲۱۲۰۴ به‌عنوان یکی از آثار ملی ایران به ثبت رسیده است.